# Edmundo
Pour le footballeur portugais né en 1963, voir Edmundo (football, 1963).
Edmundo Alves de Souza Neto, plus connu simplement comme Edmundo, né le 2 avril 1971 à Rio de Janeiro, est un footballeur international brésilien.

## Biographie
En 1997 il a reçu le Bola de Ouro, en français « ballon d’or brésilien », qui récompense le meilleur joueur du championnat du Brésil. Il compte 39 sélections (2 non officielles) en équipe nationale, dont deux lors de la Coupe du monde 1998 (il entre en jeu lors de la deuxième mi-temps de la finale contre la France).
Le 15 juin 2011, il est condamné à quatre ans et demi de prison pour homicides : il est reconnu coupable de la mort de trois personnes lors d'un accident de voiture en décembre 1995.
Lors de l'élection présidentielle brésilienne de 2018, il apporte son soutien au candidat d’extrême droite Jair Bolsonaro, notamment connu pour ses propos racistes, misogynes et homophobes.

## Palmarès
- Champion de l'État de Rio de Janeiro en 1992 avec CR Vasco de Gama
- Champion de l'État de São Paulo en 1993 et 1994 avec SE Palmeiras
- Champion du Brésil en 1993, 1994 avec SE Palmeiras et 1997 avec CR Vasco de Gama
- Tournoi Rio-São Paulo en 1993 avec SE Palmeiras
- Coupe de Rio en 1999 avec CR Vasco de Gama
- Coupe Guanabara en 2000 avec CR Vasco de Gama
- Coupe Stanley Rous en 1995 avec l'équipe du Brésil
- Copa América en 1997 avec l'équipe du Brésil
- Finaliste de la Coupe du monde en 1998 avec l'équipe du Brésil

## Titres personnels
- « Ballon d’or brésilien » en 1997
- « Ballon d’argent brésilien » en 1993
- Meilleur buteur du Championnat du Brésil en 1997